# (4153) Roburnham
(4153) Roburnham ist ein Hauptgürtelasteroid, der am 14. Mai 1985 von Carolyn Shoemaker am Palomar-Observatorium entdeckt wurde.
Der Asteroid wurde nach Robert Burnham, dem Chefredakteur des Magazines Astronomy benannt.